# Jet (band)
 For alternative betydninger, se Jet. (Se også artikler, som begynder med Jet)
Jet er en australsk musikgrupper, der i 2002 debuterede med EP'en Dirty Sweet, som efter succes i hjemlandet Australien samt England og USA indbragte dem tjansen som support for The Rolling Stones på deres australske turné i 2003.
Samme år udsendte Jet deres anmelderroste debutalbum Get Born med hitsinglen Are You Gonna Be My Girl, og bandet indkasserede på den konto hele seks ARIA Awards (australsk pendant til DMA) ved årets prisuddeliing bl.a. for Album og Single of the Year.
I 2006 udsendte Jet albummet Shine On, hvis titel er inspireret af bandmedlemmerne Nic og Chris Cester's far, som døde under tilblivelsen af albummet. Samme år optrådte bandet i København til MTV Europe Music Awards.
Albummet Shaka Rock, skulle oprindelig have været udsendt i slutningen af 2008, men blev skubbet til den 21. august 2009.

## Diskografi
- Get Born (2003)
- Shine On (2006)
- Shaka Rock (2009)